# Choque temporal
Choque temporal (Time Crash) es un "minisodio" benéfico de la serie británica de ciencia ficción Doctor Who, emitido originalmente el 16 de noviembre de 2007, como parte de la teletón Children in Need. En él regresó Peter Davison como el Quinto Doctor. Fue un éxito de la audiencia al ser el fragmento de la teletón más visto de la noche, y brevemente el episodio más visto de Doctor Who desde 2005, con 11 millones de espectadores.

## Argumento
El episodio tiene lugar dentro de la última escena de El último de los Señores del Tiempo. Después de que el Décimo Doctor se despida de Martha Jones, intenta despegar, pero entonces comienza a sonar la alarma y la TARDIS comienza a girar salvajemente. Al comprobar los sistemas, el Doctor se choca con otro que está haciendo lo mismo: el Quinto Doctor. El Décimo Doctor reconoce a su antigua encarnación y queda maravillado de verle, haciendo bromas sobre sus particulares excentricidades, como que no necesita gafas aunque a veces las lleva. El Quinto Doctor se muestra disgustado, creyendo que su homólogo es un fan que se ha colado en la TARDIS.
El Quinto Doctor descubre que dos TARDIS se han fusionado, una paradoja que puede provocar un agujero negro masivo. El Décimo Doctor lo contrarresta con una supernova, una solución que él mismo recuerda haber visto hacer en el mismo incidente (una paradoja de predestinación). El Quinto Doctor se da cuenta entonces de que el Décimo es su yo del futuro. El Décimo le manda recuerdos mientras el Quinto comienza a desvanecerse en su propia línea temporal:

¿Sabes? Me encantó ser tú. Cuando comencé, muy al principio, siempre intentando ser mayor y gruñón y hacerme el importante, lo que se suele hacer cuando eres joven. Y después fui tú, y todo fue sobre jugar al cricket y poner la voz aguda al gritar. Aún hago eso, lo de la voz, eso lo tomé de ti. Oh, y las zapatillas. Y... (poniéndose las gafas) ¡tachán! ¿Porque sabes qué, Doctor? Tu fuiste mi Doctor.

Los dos se despiden: "Por los días que vendrán", dice el Quinto levantando el sombrero. "Todo mi cariño para hace mucho tiempo", le contesta el Décimo inclinándose. Antes de que se separen las líneas temporales, el Quinto Doctor avisa diciendo al Décimo que active los escudos. Pero es demasiado tarde, el Titanic choca con la TARDIS, llevando a los eventos de El viaje de los condenados.

## Producción
El diseño del episodio inicial fue de los productores ejecutivos Julie Gardner y Russell T Davies, que decidieron emitir para Children in Need 2007 una escena intersticial. Gardner le pidió a Steven Moffat que escribiera el especial, con las directrices de que la escena debía poder rodarse en un día y un solo escenario y que no requiriera efectos especiales por ordenador. Peter Davison recibió la oferta de repetir su papel del Quinto Doctor en julio de 2007, y aceptó para impresionar a sus hijos. El anuncio del minisodio se hizo oficial el 21 de octubre.
El guion de Moffat comenzaba con la repetición de la marcha de Martha. El guion indiciaba que "esta vez, nos quedamos con el Doctor. Como antes... el Doctor hace una pausa, y entonces golpea los controles". y describe al Quinto Doctor como llevando "levita, jersey de cricket y una rama de apio en la solapa". Moffat incluyó en el guion varias referencias a historias del Quinto Doctor: el Décimo Doctor comentó la actitud del Quinto, y su falta de uso del destornillador sónico diciendo: "Oooh, soy el Doctor, puedo salvar el universo con una tetera y un trozo de cuerda, y oooh, mírame, llevo puesta una verdura". Y cerca del final del episodio menciona a Tegan Jovanka, Nyssa, las historias de los Cybermen Earthshock y The Five Doctors, los seriales de la Mara Kinda y Snakedance, los "sombreros raros" de los Señores del Tiempo de Arc of Infinity y las variadas historias de El Amo de Anthony Ainley durante la época de Davison.
Choque temporal se filmó íntegramente en el plató de la TARDIS en los Upper Boat Studios en Cardiff, dentro del cuarto bloque de grabación de la cuarta temporada (junto con Compañeros de delitos) el 7 de octubre de 2007. Graeme Harper, director del último serial de Davison, The Caves of Androzani, dirigió este episodio. Para replicar la apariencia del Quinto Doctor, el equipo de producción tomó prestados objetos de la exposición de Doctor Who en Blackpool, y cosió un nuevo jersey de cricket para reflejar el estilo que llevó de Castrovalva a Warriors of the Deep. En el episodio acompañante de Doctor Who Confidential se reveló que los pantalones que lleva Davison en este episodio son los mismos que llevó Colin Baker en sus primeras escenas en The Twin Dilemma. En la música de fondo se incluyeron muchos temas de sintetizador, al estilo de la música que se llevaba en la época de Peter Davison en la serie.

## Emisión y recepción
Anteriores especiales benéficos de Doctor Who incluyen Dimensions in Time, Doctor Who and the Curse of Fatal Death y Nacido de nuevo (Doctor Who: Children in Need). El especial The Five Doctors, también se estrenó dentro de Children in Need.
La teletón de Children in Need fue el programa más visto de la noche, con una audiencia final de 9,6 millones, y entre las 20:15 y las 20:30, cuando se emitió Choque temporal, las mediciones se dispararon, con un total de 11 millones de espectadores. Así, este minisodio fue lo más visto de Doctor Who desde su regreso en 2005, superando al estreno, Rose, que había conseguido 10,8 millones de espectadores. Las donaciones también se dispararon durante la emisión del episodio. Cuando se repitió cuatro horas más tarde, tuvo una audiencia de 2,5 millones de espectadores. El récord no duró mucho, ya que fue superado por el siguiente episodio, El viaje de los condenados, que tuvo 13,3 millones de espectadores.
El episodio tuvo críticas positivas. Martin Conaghan de TV Squas expresó su creencia de que el episodio fue "el mejor momento de la noche". Alabó particularmente a Moffat por su guion. Dijo que Moffat "tiene mano para las historias inteligentes sobre paradojas, y logró capturar un fantástico pequeño pellizco de emoción, remontándose a los primeros días de Doctor Who", alabando específicamente la escena de despedida. Dek Hogan de Digital Spy reflejó los pensamientos de Conaghan, calificando el guion de Moffat de "ocurrente" y esperando que Davison regresara para hacer un episodio completo.